# Landschaftsschutzgebiet Hespeoberlauf
Das Landschaftsschutzgebiet Hespeoberlauf mit 4,8 ha Flächengröße liegt westlich vom Weiler Hüttebrüchen bzw. westlich Allendorf im Stadtgebiet von Sundern im Hochsauerlandkreis. Es wurde 1993 mit dem Landschaftsplan Sundern durch den Kreistag des Hochsauerlandkreises erstmals mit dem Namen Landschaftsschutzgebiet Naßwiesen am Fichtenbrauk westlich von Hüttebrüchen als Landschaftsschutzgebiet (LSG) mit einer Flächengröße von 4,64 ha ausgewiesen. Bei der Neuaufstellung des Landschaftsplanes Sundern wurde es mit einem neuen Namen als Landschaftsschutzgebiet vom Typ C, Wiesentäler und bedeutsames Extensivgrünland, erneut ausgewiesen und deutlich vergrößert. Das LSG grenzt an die Stadtgrenze und gehört zum Naturpark Sauerland-Rothaargebirge.

## Beschreibung
Das LSG umfasst die offenen Talwiesen auf dem Stadtgebiet Sundern bis hin zu den relativ nassen Wiesen im Bereich der östlichen Quellmulde der Hespe im Gewann Fichtenbrauk.

## Schutzzweck
Die Ausweisung erfolgte zur Sicherung und Erhaltung der natürlichen Erholungseignung und der Leistungsfähigkeit des Naturhaushaltes gegenüber den vielfältigen zivilisatorischen Ansprüchen an Natur und Landschaft. Das LSG dient der Ergänzung bzw. Pufferzonenfunktion der strenger geschützten Teile dieses Plangebietes durch den Schutz ihrer Umgebung vor Einwirkungen, die den herausragenden Wert dieser Naturschutzgebiete und Schutzobjekte mindern könnten und Sicherung der Kohärenz und Umsetzung des europäischen Schutzgebietssystems Natura 2000.

## Rechtliche Vorschriften
Wie in den anderen Landschaftsschutzgebieten vom Typ C im Stadtgebiet besteht im LSG ein Verbot, Bauwerke zu errichten. Vom Verbot ausgenommen sind Bauvorhaben für Gartenbaubetriebe, Land- und Forstwirtschaft. Die Untere Naturschutzbehörde kann Ausnahmegenehmigungen für Bauten aller Art erteilen. Wie in den anderen Landschaftsschutzgebieten vom Typ B in Sundern besteht im LSG ein Verbot der Erstaufforstung und Weihnachtsbaum-, Schmuckreisig- und Baumschul-Kulturen anzulegen. Grünland und Grünlandbrachen dürfen nicht in Acker oder andere Nutzungen umgewandelt werden.